# Parc national de Marakele
Le parc national de Marakele est un parc national sud-africain situé dans la province du Limpopo. Créé en 1987, il couvre 670 km2.

## Faune et flore
Marakele est un parc où l'on retrouve les Big Five (le buffle a été réintroduit le 15 octobre 2013) ainsi que seize espèces d’antilopes et plus de 250 espèces d’oiseaux, dont la plus grande colonie de vautours du Cap au monde (environ 800 couples reproducteurs). La rivière Matlabas traverse le parc.

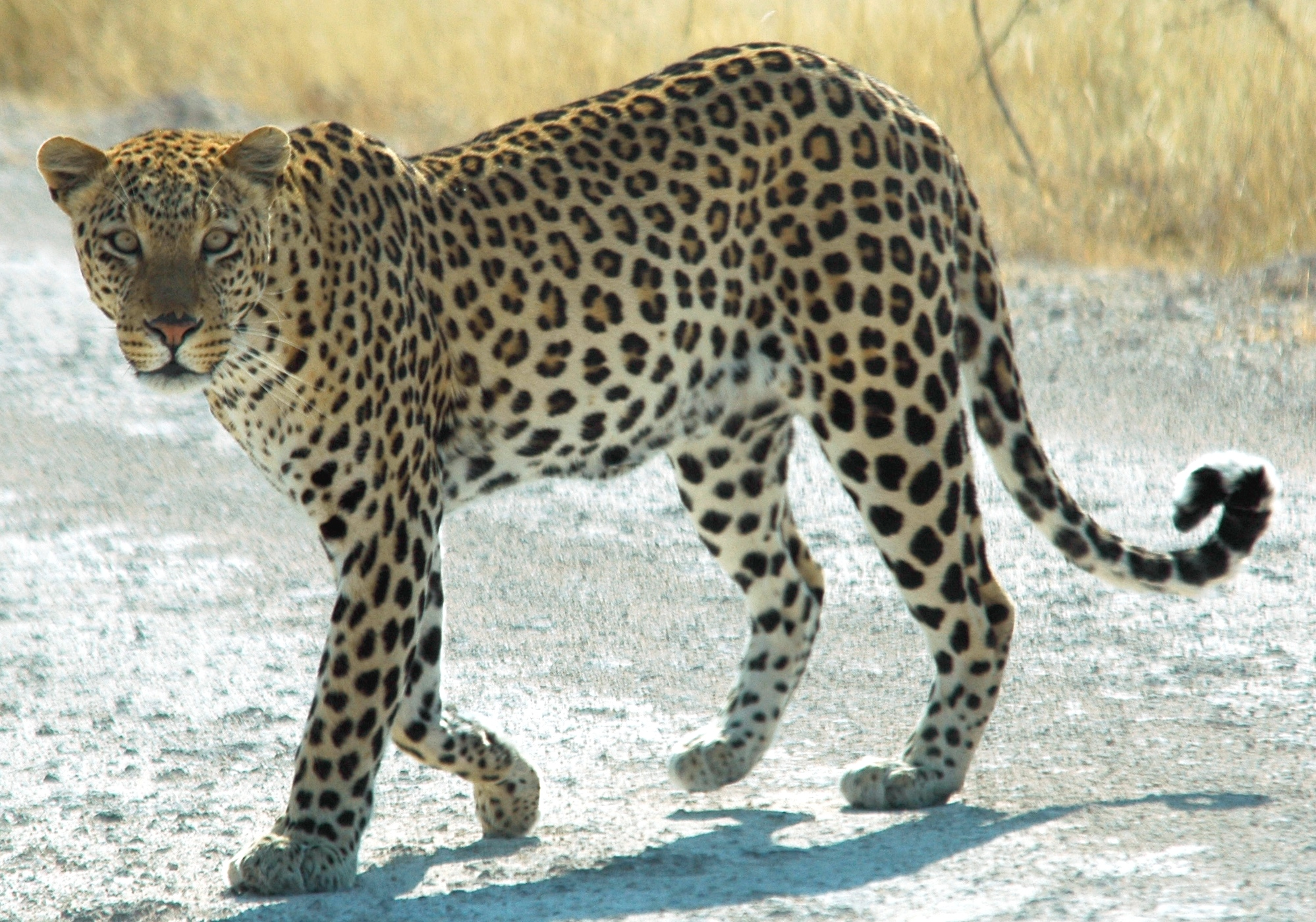
Léopard
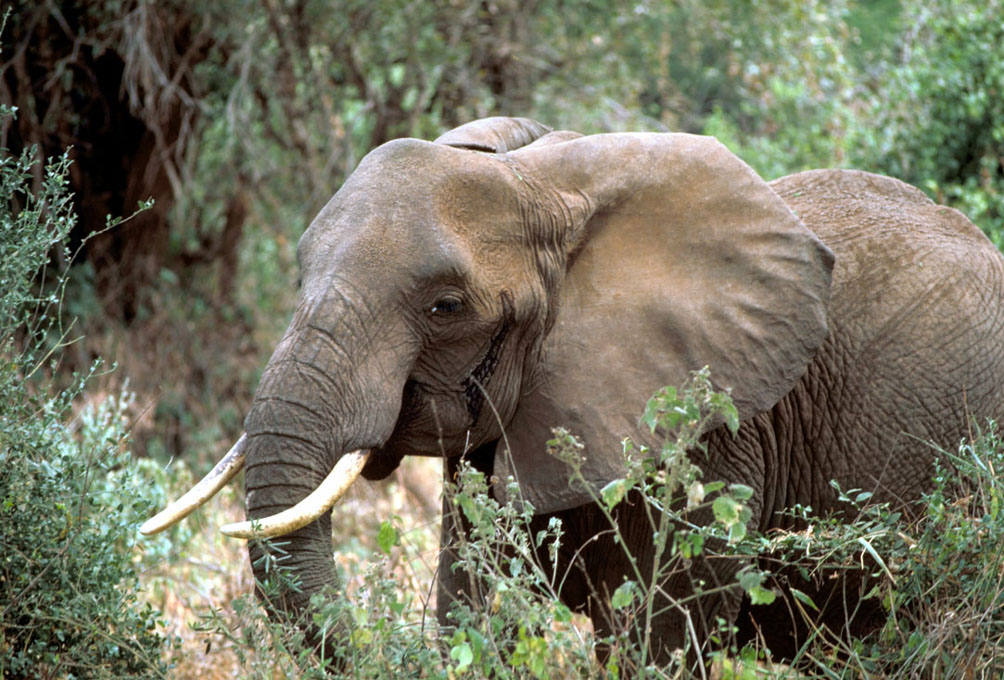
Éléphant
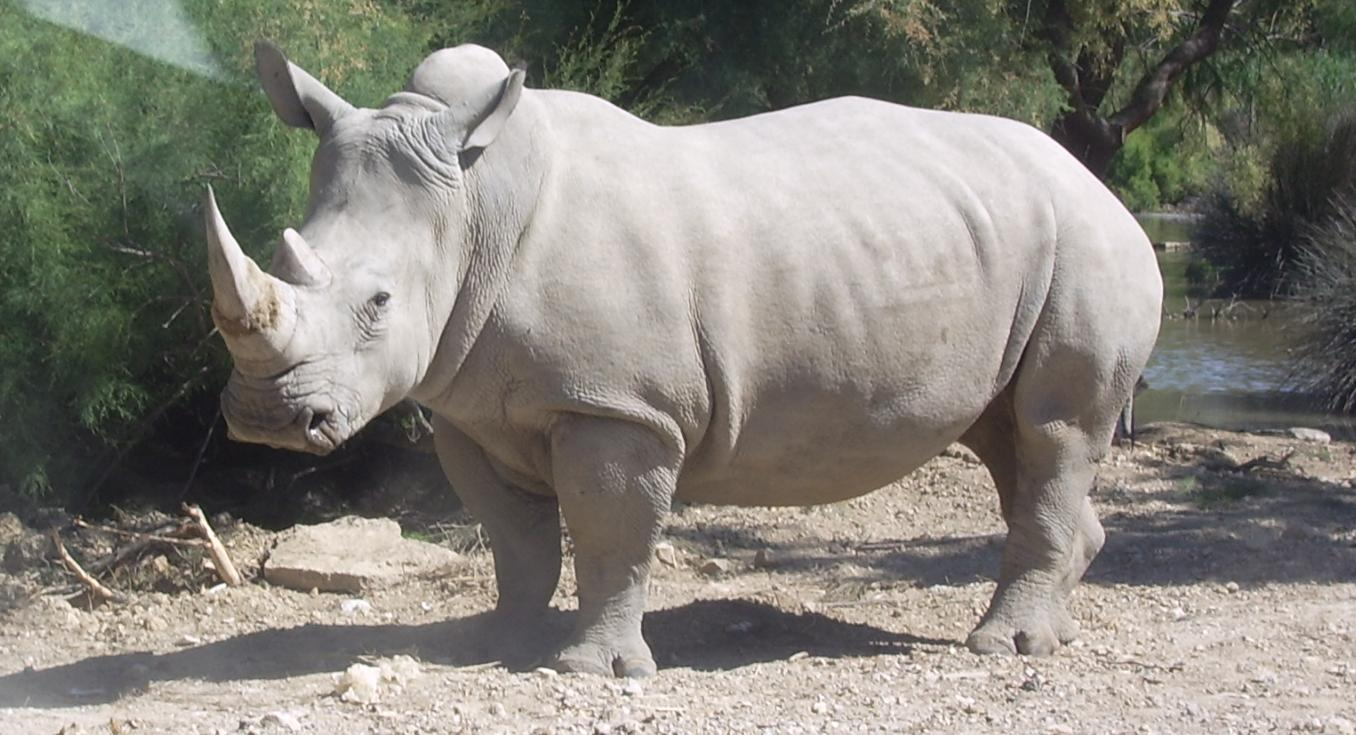
Rhinocéros
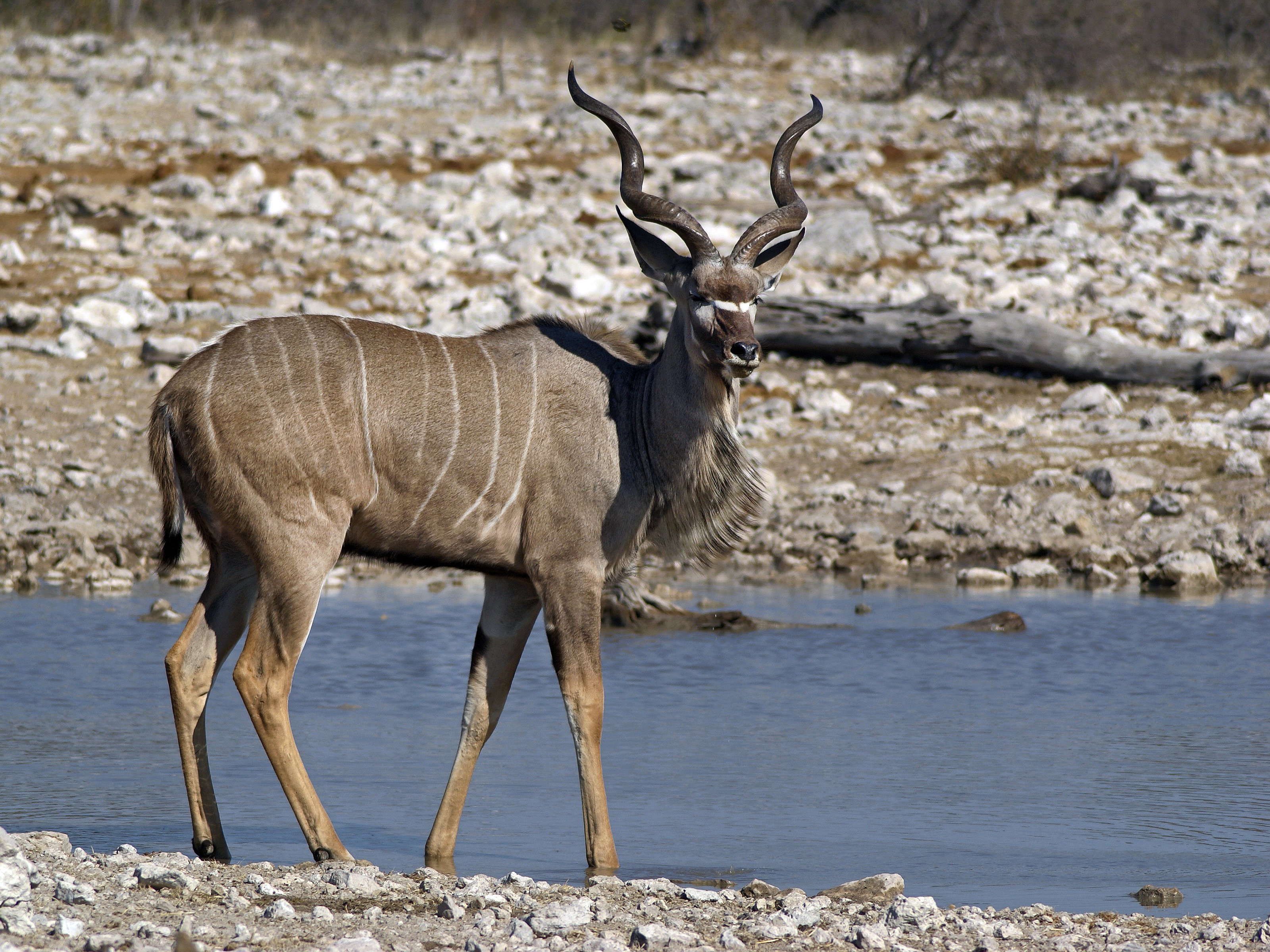
Koudou
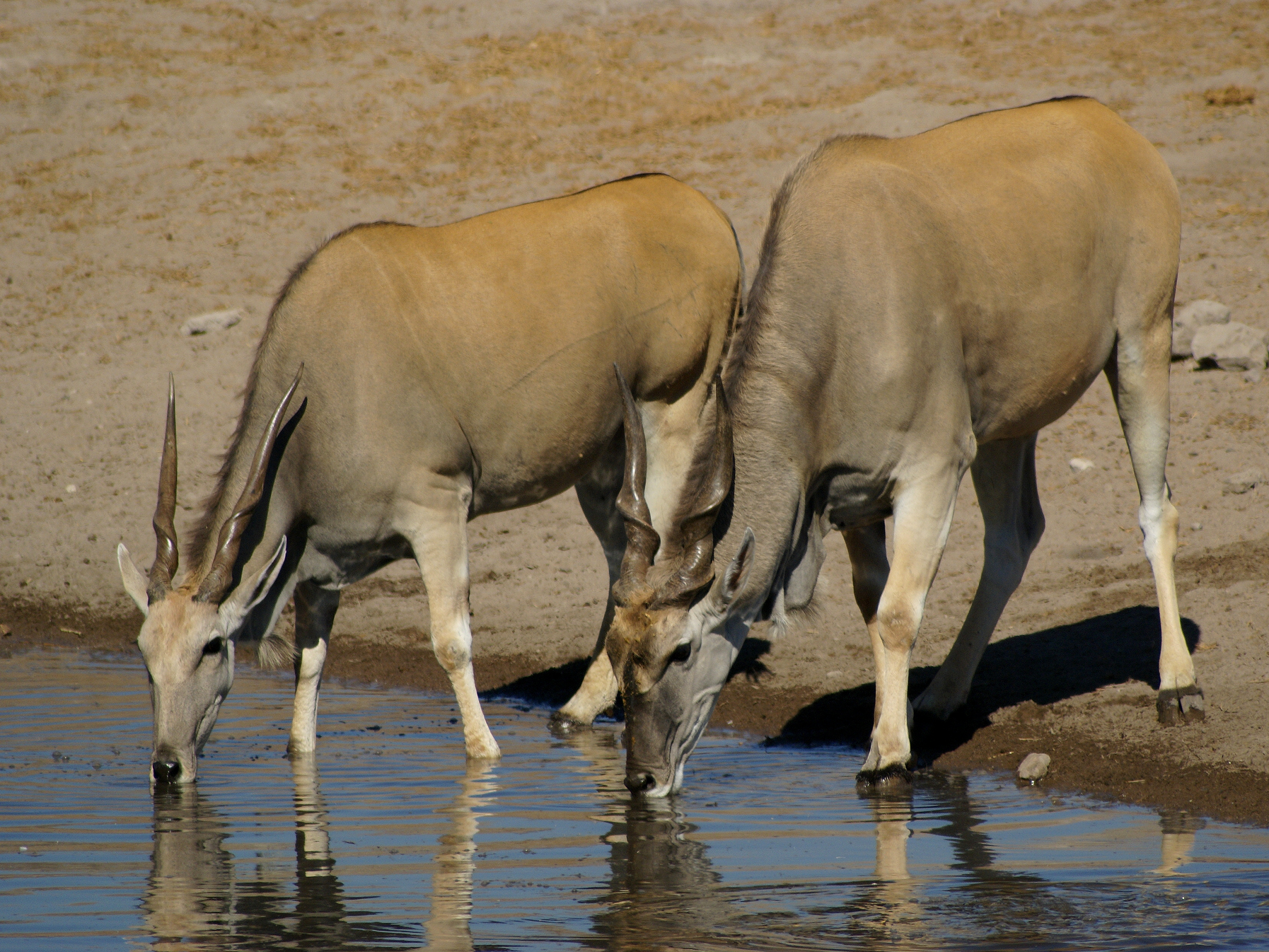
Éland
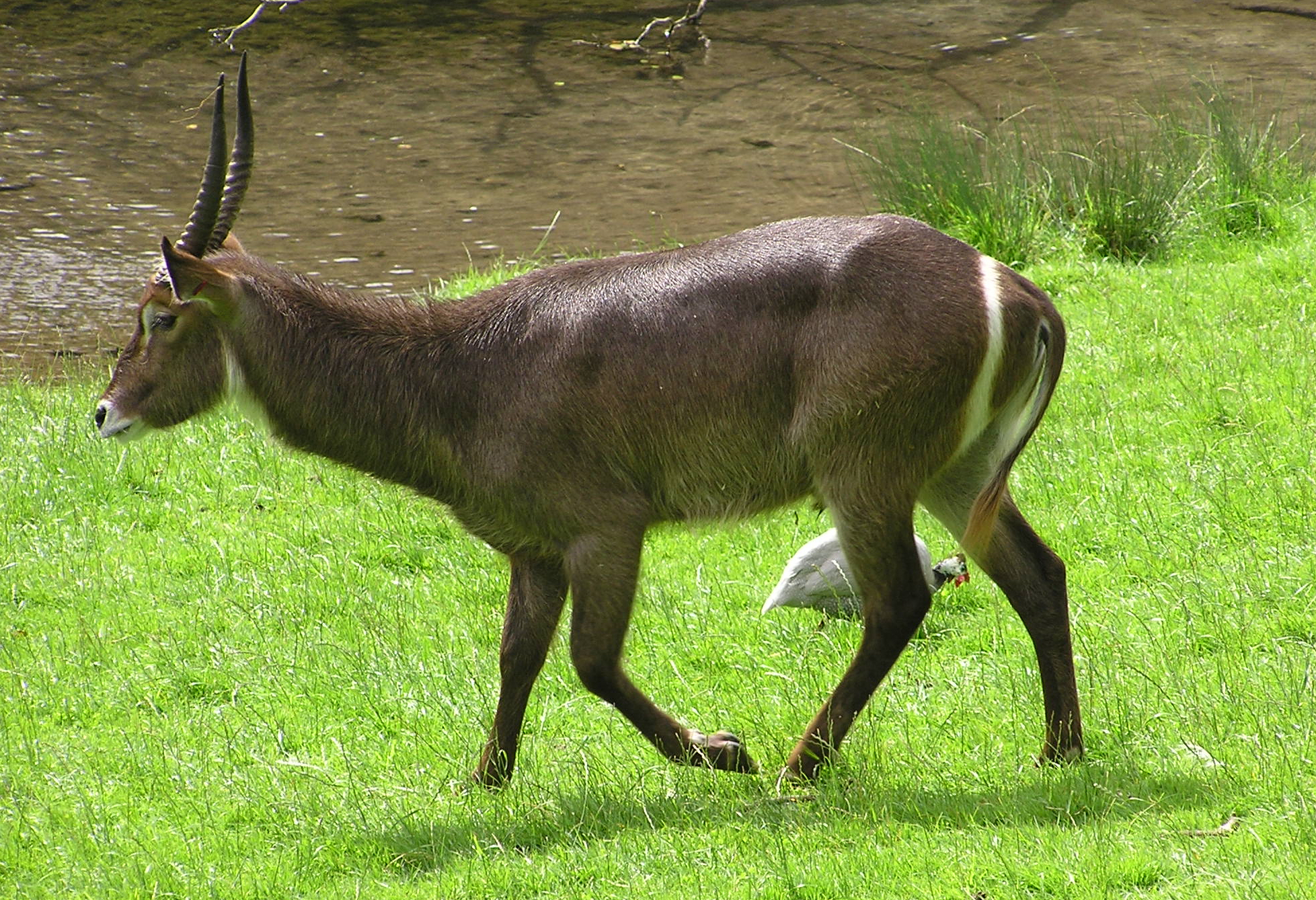
Water buck
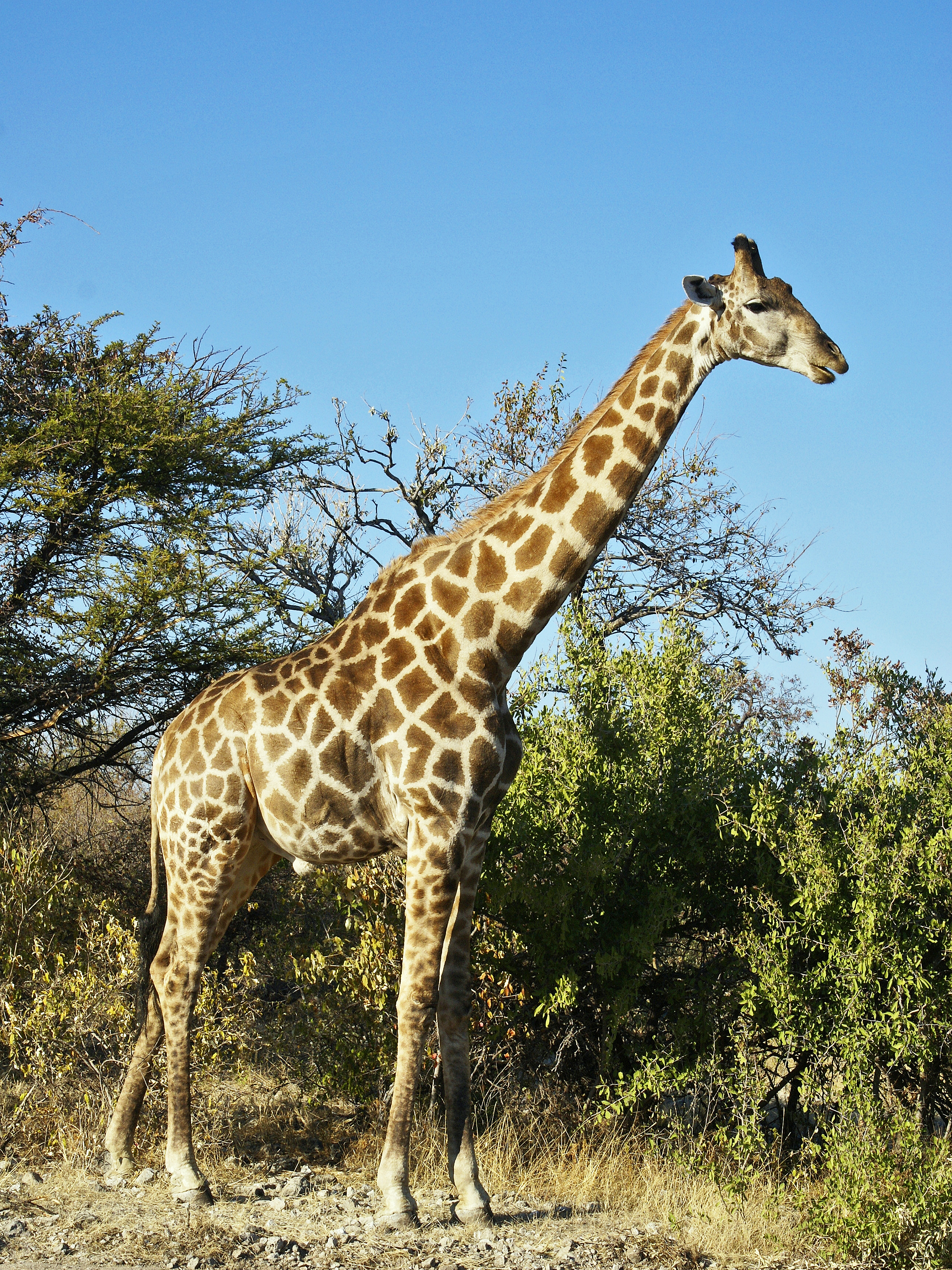
Girafe
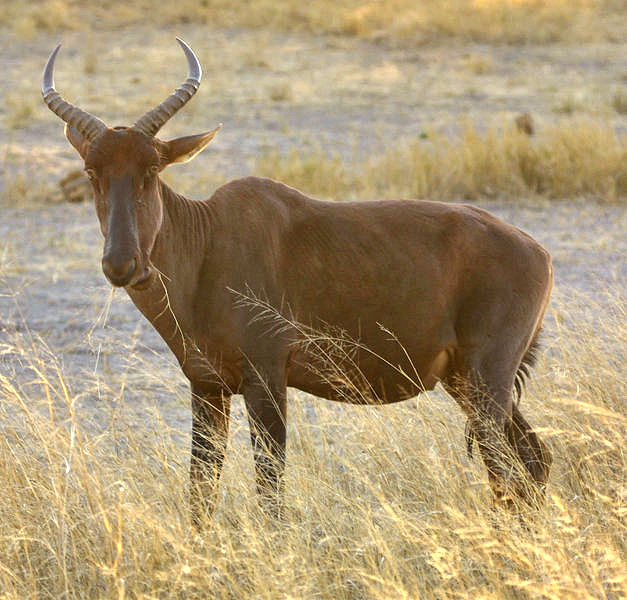
Sassabi